# Nortraship
Norwegian Shipping and Trade Mission (Nortraship) var en organisation, som blev etableret af norske myndigheder i London i april 1940 for at administrere den store norske handelsflåde udenfor tyske kontrollerede områder. Nortraship opererede i over 1.000 fartøjer, og var verdens største rederi. Det fik æren for at have bidraget afgørende til de allieredes indsats under 2. verdenskrig. Nortraship blev imidlertid også kritiseret af briterne for at være for fokuseret på profit og for at bidrage for lidt på den allierede side. Fra norsk side blev disse anklager mødt med modanklager; briterne tildækkede sine kommercielle interesser med krigens behov.
Nortraship havde sine hovedkontorer i London og New York, og var aktiv under og efter 2. verdenskrig. Nortraship spillede en afgørende rolle for Norge og den norske eksilregering, som manglede andre midler for at støtte den allierede kamp mod aksemagterne. Af Nortraships 30.000 søfolk omkom omkring 3.000. Cirka 500 skib blev sænket eller forsvandt, totalt 1,9 millioner bruttoregisterton.